# AppleScript
AppleScript — мова сценаріїв, вбудована до Mac OS X, що використовується на комп'ютерах Apple.
Мова AppleScript складається з команд, які можуть бути використані для керування операційною системою та програмами автоматизації. AppleScript особливо ефективний для виконання повторних чи комплексних завдань. Їм можна швидко пов'язати декілька застосунків в єдиний автоматизований комплекс. Синтаксис мови неважко зрозуміти та вивчити.

#### Приклад
```
tell
 
application
 
"Finder"
 
to
 
display dialog
 
¬

	
"Привіт, я Vicki і я вмію розмовляти. Хочеш послухати?"
 
with
 
icon
 
1
 
¬

	
with
 
title
 
"Vicki вітає!"
 
buttons
 
{
"Хочу"
,
 
"Ні"
}
 
¬

	
default
 
button
 
1
 
cancel
 
button
 
2

if
 
button returned
 
of
 
result
 
=
 
"Хочу"
 
then

	
say
 
"Hello. I'm Vicki and I like MacDaily."
 
using
 
"Vicki"

end
 
if

```